# Synallaxe de Parker
Cranioleuca vulpecula
Espèce
Répartition géographique
Statut de conservation UICN

 LC  : Préoccupation mineure
Le Synallaxe de Parker (Cranioleuca vulpecula) est une espèce de passereaux de la famille des Furnariidae.

## Nomenclature
Son nom est en honneur de l'ornithologue américain Theodore Albert Parker III (en) (1953-1993).

## Répartition
Il fréquente les rivages du bassin de l'Amazone.